# Sveučilište u Kopenhagenu
Sveučilište u Kopenhagenu (dan. Københavns Universitet) je najstarije i najveće dansko sveučilište. Osnovano je 1479. godine. 
Predavanja se u najvećem dijelu odvijaju na danskom jeziku, iako je dio njih dostupan i na engleskom, a manji broj i na njemačkom jeziku. Od 2.800 stranih studenata najveći ih je broj iz susjednih nordijskih zemalja.

## Vanjske poveznice
- Službene stranice sveučilišta